# 2002年のワールドシリーズ
2002年の野球において、メジャーリーグベースボール（MLB）優勝決定戦の第98回ワールドシリーズ（英語: 98th World Series）は、10月19日から27日にかけて計7試合が開催された。その結果、アナハイム・エンゼルス（アメリカンリーグ）がサンフランシスコ・ジャイアンツ（ナショナルリーグ）を4勝3敗で下し、球団創設42年目で初の優勝を果たした。
地区優勝を逃した中で最も勝率の高い球団にポストシーズン出場枠を与えるワイルドカード制度が1994年に導入されて以来、該当球団どうしがワールドシリーズで対戦するのは今回が初めて。ジャイアンツが3勝2敗と優勝へ先に王手をかけ、第6戦でも一時は5－0としたが、エンゼルスは7回裏・8回裏の2イニングで3点ずつ奪って逆転でその試合を制し、続く最終第7戦にも勝利して優勝を決めた。負ければ敗退決定の試合で5点差を逆転したのは、第6戦のエンゼルスがシリーズ史上初だった。両チーム7試合合計で85得点・21本塁打・45長打は全てシリーズ新記録である。シリーズMVPには、第6戦の8回裏に逆転・決勝の適時二塁打を放つなど、7試合で打率.385・3本塁打・8打点・OPS 1.313という成績を残したエンゼルスのトロイ・グロースが選出された。
ジャイアンツの新庄剛志は第1戦に9番・指名打者で先発し、ワールドシリーズで試合に出場した初の日本人選手となった。1998年には伊良部秀輝がニューヨーク・ヤンキースのロースター入りしていたが出場機会がなく、実際に試合に出場したのは新庄が初である。

## 両チームの過去の対戦
1997年から始まったレギュラーシーズン中のインターリーグでは、同年から2001年までの5年連続で計16試合が組まれており、ジャイアンツが11勝5敗で勝ち越している。直近の対戦は2001年6月にジャイアンツの本拠地パシフィック・ベル・パークで3連戦が行われ、ジャイアンツが3連勝のいわゆる "スウィープ" を果たした。

## 試合結果
2002年のワールドシリーズは10月19日に開幕し、途中に移動日を挟んで9日間で7試合が行われた。日程・結果は以下の通り。
| 日付                                                        | 試合  | ビジター球団（先攻）           | スコア | ホーム球団（後攻）             | 開催球場                                    | 開催球場                                                                                  |
| ----------------------------------------------------------- | ----- | ------------------------------ | ------ | ------------------------------ | ------------------------------------------- | ----------------------------------------------------------------------------------------- |
| 10月19日（土）                                              | 第1戦 | サンフランシスコ・ジャイアンツ | 4－3   | アナハイム・エンゼルス         | エディソン・インター ナショナル・フィールド | エディソン・インターナショナル・ · フィールド・オブ・アナハイムパシフィック・ベル・パーク |
| 10月20日（日）                                              | 第2戦 | サンフランシスコ・ジャイアンツ | 10－11 | アナハイム・エンゼルス         | エディソン・インター ナショナル・フィールド | エディソン・インターナショナル・ · フィールド・オブ・アナハイムパシフィック・ベル・パーク |
| 10月21日（月）                                              |       | 移動日                         | 移動日 | 移動日                         |                                             | エディソン・インターナショナル・ · フィールド・オブ・アナハイムパシフィック・ベル・パーク |
| 10月22日（火）                                              | 第3戦 | アナハイム・エンゼルス         | 10－4  | サンフランシスコ・ジャイアンツ | パシフィック・ベル・パーク                  | エディソン・インターナショナル・ · フィールド・オブ・アナハイムパシフィック・ベル・パーク |
| 10月23日（水）                                              | 第4戦 | アナハイム・エンゼルス         | 3－4   | サンフランシスコ・ジャイアンツ | パシフィック・ベル・パーク                  | エディソン・インターナショナル・ · フィールド・オブ・アナハイムパシフィック・ベル・パーク |
| 10月24日（木）                                              | 第5戦 | アナハイム・エンゼルス         | 4－16  | サンフランシスコ・ジャイアンツ | パシフィック・ベル・パーク                  | エディソン・インターナショナル・ · フィールド・オブ・アナハイムパシフィック・ベル・パーク |
| 10月25日（金）                                              |       | 移動日                         | 移動日 | 移動日                         |                                             | エディソン・インターナショナル・ · フィールド・オブ・アナハイムパシフィック・ベル・パーク |
| 10月26日（土）                                              | 第6戦 | サンフランシスコ・ジャイアンツ | 5－6   | アナハイム・エンゼルス         | エディソン・インター ナショナル・フィールド | エディソン・インターナショナル・ · フィールド・オブ・アナハイムパシフィック・ベル・パーク |
| 10月27日（日）                                              | 第7戦 | サンフランシスコ・ジャイアンツ | 1－4   | アナハイム・エンゼルス         | エディソン・インター ナショナル・フィールド | エディソン・インターナショナル・ · フィールド・オブ・アナハイムパシフィック・ベル・パーク |
| 優勝：アナハイム・エンゼルス（4勝3敗 / 球団創設42年目で初） |       |                                |        |                                |                                             | エディソン・インターナショナル・ · フィールド・オブ・アナハイムパシフィック・ベル・パーク |

### 第1戦 10月19日
- エディソン・インターナショナル・フィールド・オブ・アナハイム（カリフォルニア州アナハイム）

|                                | 1 | 2 | 3 | 4 | 5 | 6 | 7 | 8 | 9 | R | H | E |
| ------------------------------ | - | - | - | - | - | - | - | - | - | - | - | - |
| サンフランシスコ・ジャイアンツ | 0 | 2 | 0 | 0 | 0 | 2 | 0 | 0 | 0 | 4 | 6 | 0 |
| アナハイム・エンゼルス         | 0 | 1 | 0 | 0 | 0 | 2 | 0 | 0 | 0 | 3 | 9 | 0 |

1. 勝利：ジェイソン・シュミット（1勝）
2. セーブ：ロブ・ネン（1S）
3. 敗戦：ジャロッド・ウォッシュバーン（1敗）
4. 本塁打
SF：バリー・ボンズ1号ソロ、レジー・サンダース1号ソロ、J.T.スノー1号2ラン
ANA：トロイ・グロース1号ソロ・2号ソロ
5. 審判
［球審］ジェリー・クロフォード
［塁審］一塁: エンジェル・ヘルナンデス、二塁: ティム・チダ、三塁: マイク・ウィンタース
［外審］左翼: マイク・ライリー、右翼: ティム・マクレランド
6. 試合開始時刻: 太平洋夏時間（UTC-7）午後5時6分  試合時間: 3時間44分  観客: 4万4603人  気温: 71°F（21.7°C）
詳細: MLB.com Gameday / ESPN.com / Baseball-Reference.com / Fangraphs

| サンフランシスコ・ジャイアンツ | サンフランシスコ・ジャイアンツ | サンフランシスコ・ジャイアンツ | サンフランシスコ・ジャイアンツ | サンフランシスコ・ジャイアンツ                                                                              | アナハイム・エンゼルス | アナハイム・エンゼルス | アナハイム・エンゼルス | アナハイム・エンゼルス | アナハイム・エンゼルス |
| ------------------------------ | ------------------------------ | ------------------------------ | ------------------------------ | --- | ---------------------- | ---------------------- | ---------------------- | ---------------------- | --- |
| 打順                           | 守備                           | 選手                           | 打席                           | J・シュミットB・サンティアゴJ・スノーJ・ケントD・ベルR・オーリリアB・ボンズK・ロフトンR・サンダース新庄剛志 | 打順                   | 守備                   | 選手                   | 打席                   | J・ウォッシュバーンB・モリーナS・スピージオA・ケネディT・グロースD・エクスタインG・アンダーソンD・アースタッドT・サーモンB・フルマー |
| 1                              | 中                             | K・ロフトン                    | 左                             | J・シュミットB・サンティアゴJ・スノーJ・ケントD・ベルR・オーリリアB・ボンズK・ロフトンR・サンダース新庄剛志 | 1                      | 遊                     | D・エクスタイン        | 右                     | J・ウォッシュバーンB・モリーナS・スピージオA・ケネディT・グロースD・エクスタインG・アンダーソンD・アースタッドT・サーモンB・フルマー |
| 2                              | 遊                             | R・オーリリア                  | 右                             | J・シュミットB・サンティアゴJ・スノーJ・ケントD・ベルR・オーリリアB・ボンズK・ロフトンR・サンダース新庄剛志 | 2                      | 中                     | D・アースタッド        | 左                     | J・ウォッシュバーンB・モリーナS・スピージオA・ケネディT・グロースD・エクスタインG・アンダーソンD・アースタッドT・サーモンB・フルマー |
| 3                              | 二                             | J・ケント                      | 右                             | J・シュミットB・サンティアゴJ・スノーJ・ケントD・ベルR・オーリリアB・ボンズK・ロフトンR・サンダース新庄剛志 | 3                      | 右                     | T・サーモン            | 右                     | J・ウォッシュバーンB・モリーナS・スピージオA・ケネディT・グロースD・エクスタインG・アンダーソンD・アースタッドT・サーモンB・フルマー |
| 4                              | 左                             | B・ボンズ                      | 左                             | J・シュミットB・サンティアゴJ・スノーJ・ケントD・ベルR・オーリリアB・ボンズK・ロフトンR・サンダース新庄剛志 | 4                      | 左                     | G・アンダーソン        | 左                     | J・ウォッシュバーンB・モリーナS・スピージオA・ケネディT・グロースD・エクスタインG・アンダーソンD・アースタッドT・サーモンB・フルマー |
| 5                              | 捕                             | B・サンティアゴ                | 右                             | J・シュミットB・サンティアゴJ・スノーJ・ケントD・ベルR・オーリリアB・ボンズK・ロフトンR・サンダース新庄剛志 | 5                      | 三                     | T・グロース            | 右                     | J・ウォッシュバーンB・モリーナS・スピージオA・ケネディT・グロースD・エクスタインG・アンダーソンD・アースタッドT・サーモンB・フルマー |
| 6                              | 右                             | R・サンダース                  | 右                             | J・シュミットB・サンティアゴJ・スノーJ・ケントD・ベルR・オーリリアB・ボンズK・ロフトンR・サンダース新庄剛志 | 6                      | DH                     | B・フルマー            | 左                     | J・ウォッシュバーンB・モリーナS・スピージオA・ケネディT・グロースD・エクスタインG・アンダーソンD・アースタッドT・サーモンB・フルマー |
| 7                              | 一                             | J・スノー                      | 左                             | J・シュミットB・サンティアゴJ・スノーJ・ケントD・ベルR・オーリリアB・ボンズK・ロフトンR・サンダース新庄剛志 | 7                      | 一                     | S・スピージオ          | 両                     | J・ウォッシュバーンB・モリーナS・スピージオA・ケネディT・グロースD・エクスタインG・アンダーソンD・アースタッドT・サーモンB・フルマー |
| 8                              | 三                             | D・ベル                        | 右                             | J・シュミットB・サンティアゴJ・スノーJ・ケントD・ベルR・オーリリアB・ボンズK・ロフトンR・サンダース新庄剛志 | 8                      | 捕                     | B・モリーナ            | 右                     | J・ウォッシュバーンB・モリーナS・スピージオA・ケネディT・グロースD・エクスタインG・アンダーソンD・アースタッドT・サーモンB・フルマー |
| 9                              | DH                             | 新庄剛志                       | 右                             | J・シュミットB・サンティアゴJ・スノーJ・ケントD・ベルR・オーリリアB・ボンズK・ロフトンR・サンダース新庄剛志 | 9                      | 二                     | A・ケネディ            | 左                     | J・ウォッシュバーンB・モリーナS・スピージオA・ケネディT・グロースD・エクスタインG・アンダーソンD・アースタッドT・サーモンB・フルマー |
| 先発投手                       | 先発投手                       | 先発投手                       | 投球                           | J・シュミットB・サンティアゴJ・スノーJ・ケントD・ベルR・オーリリアB・ボンズK・ロフトンR・サンダース新庄剛志 | 先発投手               | 先発投手               | 先発投手               | 投球                   | J・ウォッシュバーンB・モリーナS・スピージオA・ケネディT・グロースD・エクスタインG・アンダーソンD・アースタッドT・サーモンB・フルマー |
| J・シュミット                  | J・シュミット                  | J・シュミット                  | 右                             | J・シュミットB・サンティアゴJ・スノーJ・ケントD・ベルR・オーリリアB・ボンズK・ロフトンR・サンダース新庄剛志 | J・ウォッシュバーン    | J・ウォッシュバーン    | J・ウォッシュバーン    | 左                     | J・ウォッシュバーンB・モリーナS・スピージオA・ケネディT・グロースD・エクスタインG・アンダーソンD・アースタッドT・サーモンB・フルマー |

### 第2戦 10月20日
- エディソン・インターナショナル・フィールド・オブ・アナハイム（カリフォルニア州アナハイム）

|                                | 1 | 2 | 3 | 4 | 5 | 6 | 7 | 8 | 9 | R  | H  | E |
| ------------------------------ | - | - | - | - | - | - | - | - | - | -- | -- | - |
| サンフランシスコ・ジャイアンツ | 0 | 4 | 1 | 0 | 4 | 0 | 0 | 0 | 1 | 10 | 12 | 1 |
| アナハイム・エンゼルス         | 5 | 2 | 0 | 0 | 1 | 1 | 0 | 2 | X | 11 | 16 | 1 |

1. 勝利：フランシスコ・ロドリゲス（1勝）
2. セーブ：トロイ・パーシバル（1S）
3. 敗戦：フェリックス・ロドリゲス（1敗）
4. 本塁打
SF：レジー・サンダース2号3ラン、デビッド・ベル1号ソロ、ジェフ・ケント1号ソロ、バリー・ボンズ2号ソロ
ANA：ティム・サーモン1号2ラン・2号2ラン
5. 審判
［球審］エンジェル・ヘルナンデス
［塁審］一塁: ティム・チダ、二塁: マイク・ウィンタース、三塁: マイク・ライリー
［外審］左翼: ティム・マクレランド、右翼: ジェリー・クロフォード
6. 試合開始時刻: 太平洋夏時間（UTC-7）午後5時6分  試合時間: 3時間57分  観客: 4万4584人  気温: 72°F（22.2°C）
詳細: MLB.com Gameday / ESPN.com / Baseball-Reference.com / Fangraphs

| サンフランシスコ・ジャイアンツ | サンフランシスコ・ジャイアンツ | サンフランシスコ・ジャイアンツ | サンフランシスコ・ジャイアンツ | サンフランシスコ・ジャイアンツ                                                                                   | アナハイム・エンゼルス | アナハイム・エンゼルス | アナハイム・エンゼルス | アナハイム・エンゼルス | アナハイム・エンゼルス |
| ------------------------------ | ------------------------------ | ------------------------------ | ------------------------------ | --- | ---------------------- | ---------------------- | ---------------------- | ---------------------- | --- |
| 打順                           | 守備                           | 選手                           | 打席                           | R・オルティスB・サンティアゴJ・スノーJ・ケントD・ベルR・オーリリアB・ボンズK・ロフトンR・サンダースS・ダンストン | 打順                   | 守備                   | 選手                   | 打席                   | K・エイピアーB・モリーナS・スピージオA・ケネディT・グロースD・エクスタインG・アンダーソンD・アースタッドT・サーモンB・フルマー |
| 1                              | 中                             | K・ロフトン                    | 左                             | R・オルティスB・サンティアゴJ・スノーJ・ケントD・ベルR・オーリリアB・ボンズK・ロフトンR・サンダースS・ダンストン | 1                      | 遊                     | D・エクスタイン        | 右                     | K・エイピアーB・モリーナS・スピージオA・ケネディT・グロースD・エクスタインG・アンダーソンD・アースタッドT・サーモンB・フルマー |
| 2                              | 遊                             | R・オーリリア                  | 右                             | R・オルティスB・サンティアゴJ・スノーJ・ケントD・ベルR・オーリリアB・ボンズK・ロフトンR・サンダースS・ダンストン | 2                      | 中                     | D・アースタッド        | 左                     | K・エイピアーB・モリーナS・スピージオA・ケネディT・グロースD・エクスタインG・アンダーソンD・アースタッドT・サーモンB・フルマー |
| 3                              | 二                             | J・ケント                      | 右                             | R・オルティスB・サンティアゴJ・スノーJ・ケントD・ベルR・オーリリアB・ボンズK・ロフトンR・サンダースS・ダンストン | 3                      | 右                     | T・サーモン            | 右                     | K・エイピアーB・モリーナS・スピージオA・ケネディT・グロースD・エクスタインG・アンダーソンD・アースタッドT・サーモンB・フルマー |
| 4                              | 左                             | B・ボンズ                      | 左                             | R・オルティスB・サンティアゴJ・スノーJ・ケントD・ベルR・オーリリアB・ボンズK・ロフトンR・サンダースS・ダンストン | 4                      | 左                     | G・アンダーソン        | 左                     | K・エイピアーB・モリーナS・スピージオA・ケネディT・グロースD・エクスタインG・アンダーソンD・アースタッドT・サーモンB・フルマー |
| 5                              | 捕                             | B・サンティアゴ                | 右                             | R・オルティスB・サンティアゴJ・スノーJ・ケントD・ベルR・オーリリアB・ボンズK・ロフトンR・サンダースS・ダンストン | 5                      | 三                     | T・グロース            | 右                     | K・エイピアーB・モリーナS・スピージオA・ケネディT・グロースD・エクスタインG・アンダーソンD・アースタッドT・サーモンB・フルマー |
| 6                              | 一                             | J・スノー                      | 左                             | R・オルティスB・サンティアゴJ・スノーJ・ケントD・ベルR・オーリリアB・ボンズK・ロフトンR・サンダースS・ダンストン | 6                      | DH                     | B・フルマー            | 左                     | K・エイピアーB・モリーナS・スピージオA・ケネディT・グロースD・エクスタインG・アンダーソンD・アースタッドT・サーモンB・フルマー |
| 7                              | 右                             | R・サンダース                  | 右                             | R・オルティスB・サンティアゴJ・スノーJ・ケントD・ベルR・オーリリアB・ボンズK・ロフトンR・サンダースS・ダンストン | 7                      | 一                     | S・スピージオ          | 両                     | K・エイピアーB・モリーナS・スピージオA・ケネディT・グロースD・エクスタインG・アンダーソンD・アースタッドT・サーモンB・フルマー |
| 8                              | 三                             | D・ベル                        | 右                             | R・オルティスB・サンティアゴJ・スノーJ・ケントD・ベルR・オーリリアB・ボンズK・ロフトンR・サンダースS・ダンストン | 8                      | 捕                     | B・モリーナ            | 右                     | K・エイピアーB・モリーナS・スピージオA・ケネディT・グロースD・エクスタインG・アンダーソンD・アースタッドT・サーモンB・フルマー |
| 9                              | DH                             | S・ダンストン                  | 右                             | R・オルティスB・サンティアゴJ・スノーJ・ケントD・ベルR・オーリリアB・ボンズK・ロフトンR・サンダースS・ダンストン | 9                      | 二                     | A・ケネディ            | 左                     | K・エイピアーB・モリーナS・スピージオA・ケネディT・グロースD・エクスタインG・アンダーソンD・アースタッドT・サーモンB・フルマー |
| 先発投手                       | 先発投手                       | 先発投手                       | 投球                           | R・オルティスB・サンティアゴJ・スノーJ・ケントD・ベルR・オーリリアB・ボンズK・ロフトンR・サンダースS・ダンストン | 先発投手               | 先発投手               | 先発投手               | 投球                   | K・エイピアーB・モリーナS・スピージオA・ケネディT・グロースD・エクスタインG・アンダーソンD・アースタッドT・サーモンB・フルマー |
| R・オルティス                  | R・オルティス                  | R・オルティス                  | 右                             | R・オルティスB・サンティアゴJ・スノーJ・ケントD・ベルR・オーリリアB・ボンズK・ロフトンR・サンダースS・ダンストン | K・エイピアー          | K・エイピアー          | K・エイピアー          | 右                     | K・エイピアーB・モリーナS・スピージオA・ケネディT・グロースD・エクスタインG・アンダーソンD・アースタッドT・サーモンB・フルマー |

### 第3戦 10月22日
- パシフィック・ベル・パーク（カリフォルニア州サンフランシスコ）

|                                | 1 | 2 | 3 | 4 | 5 | 6 | 7 | 8 | 9 | R  | H  | E |
| ------------------------------ | - | - | - | - | - | - | - | - | - | -- | -- | - |
| アナハイム・エンゼルス         | 0 | 0 | 4 | 4 | 0 | 1 | 0 | 1 | 0 | 10 | 16 | 0 |
| サンフランシスコ・ジャイアンツ | 1 | 0 | 0 | 0 | 3 | 0 | 0 | 0 | 0 | 4  | 6  | 2 |

1. 勝利：ラモン・オルティズ（1勝）
2. 敗戦：リバン・ヘルナンデス（1敗）
3. 本塁打
SF：リッチ・オーリリア1号ソロ、バリー・ボンズ3号2ラン
4. 審判
［球審］ティム・チダ
［塁審］一塁: マイク・ウィンタース、二塁: マイク・ライリー、三塁: ティム・マクレランド
［外審］左翼: ジェリー・クロフォード、右翼: エンジェル・ヘルナンデス
5. 試合開始時刻: 太平洋夏時間（UTC-7）午後5時31分  試合時間: 3時間37分  観客: 4万2707人  気温: 57°F（13.9°C）
詳細: MLB.com Gameday / ESPN.com / Baseball-Reference.com / Fangraphs

| アナハイム・エンゼルス | アナハイム・エンゼルス | アナハイム・エンゼルス | アナハイム・エンゼルス | アナハイム・エンゼルス | サンフランシスコ・ジャイアンツ | サンフランシスコ・ジャイアンツ | サンフランシスコ・ジャイアンツ | サンフランシスコ・ジャイアンツ | サンフランシスコ・ジャイアンツ                                                                                |
| ---------------------- | ---------------------- | ---------------------- | ---------------------- | --- | ------------------------------ | ------------------------------ | ------------------------------ | ------------------------------ | --- |
| 打順                   | 守備                   | 選手                   | 打席                   | R・オルティズB・モリーナS・スピージオA・ケネディT・グロースD・エクスタインG・アンダーソンD・アースタッドT・サーモン（なし） | 打順                           | 守備                           | 選手                           | 打席                           | L・ヘルナンデスB・サンティアゴJ・スノーJ・ケントD・ベルR・オーリリアB・ボンズK・ロフトンR・サンダース（なし） |
| 1                      | 遊                     | D・エクスタイン        | 右                     | R・オルティズB・モリーナS・スピージオA・ケネディT・グロースD・エクスタインG・アンダーソンD・アースタッドT・サーモン（なし） | 1                              | 中                             | K・ロフトン                    | 左                             | L・ヘルナンデスB・サンティアゴJ・スノーJ・ケントD・ベルR・オーリリアB・ボンズK・ロフトンR・サンダース（なし） |
| 2                      | 中                     | D・アースタッド        | 左                     | R・オルティズB・モリーナS・スピージオA・ケネディT・グロースD・エクスタインG・アンダーソンD・アースタッドT・サーモン（なし） | 2                              | 遊                             | R・オーリリア                  | 右                             | L・ヘルナンデスB・サンティアゴJ・スノーJ・ケントD・ベルR・オーリリアB・ボンズK・ロフトンR・サンダース（なし） |
| 3                      | 右                     | T・サーモン            | 右                     | R・オルティズB・モリーナS・スピージオA・ケネディT・グロースD・エクスタインG・アンダーソンD・アースタッドT・サーモン（なし） | 3                              | 二                             | J・ケント                      | 右                             | L・ヘルナンデスB・サンティアゴJ・スノーJ・ケントD・ベルR・オーリリアB・ボンズK・ロフトンR・サンダース（なし） |
| 4                      | 左                     | G・アンダーソン        | 左                     | R・オルティズB・モリーナS・スピージオA・ケネディT・グロースD・エクスタインG・アンダーソンD・アースタッドT・サーモン（なし） | 4                              | 左                             | B・ボンズ                      | 左                             | L・ヘルナンデスB・サンティアゴJ・スノーJ・ケントD・ベルR・オーリリアB・ボンズK・ロフトンR・サンダース（なし） |
| 5                      | 三                     | T・グロース            | 右                     | R・オルティズB・モリーナS・スピージオA・ケネディT・グロースD・エクスタインG・アンダーソンD・アースタッドT・サーモン（なし） | 5                              | 捕                             | B・サンティアゴ                | 右                             | L・ヘルナンデスB・サンティアゴJ・スノーJ・ケントD・ベルR・オーリリアB・ボンズK・ロフトンR・サンダース（なし） |
| 6                      | 一                     | S・スピージオ          | 両                     | R・オルティズB・モリーナS・スピージオA・ケネディT・グロースD・エクスタインG・アンダーソンD・アースタッドT・サーモン（なし） | 6                              | 一                             | J・スノー                      | 左                             | L・ヘルナンデスB・サンティアゴJ・スノーJ・ケントD・ベルR・オーリリアB・ボンズK・ロフトンR・サンダース（なし） |
| 7                      | 二                     | A・ケネディ            | 左                     | R・オルティズB・モリーナS・スピージオA・ケネディT・グロースD・エクスタインG・アンダーソンD・アースタッドT・サーモン（なし） | 7                              | 右                             | R・サンダース                  | 右                             | L・ヘルナンデスB・サンティアゴJ・スノーJ・ケントD・ベルR・オーリリアB・ボンズK・ロフトンR・サンダース（なし） |
| 8                      | 捕                     | B・モリーナ            | 右                     | R・オルティズB・モリーナS・スピージオA・ケネディT・グロースD・エクスタインG・アンダーソンD・アースタッドT・サーモン（なし） | 8                              | 三                             | D・ベル                        | 右                             | L・ヘルナンデスB・サンティアゴJ・スノーJ・ケントD・ベルR・オーリリアB・ボンズK・ロフトンR・サンダース（なし） |
| 9                      | 投                     | R・オルティズ          | 右                     | R・オルティズB・モリーナS・スピージオA・ケネディT・グロースD・エクスタインG・アンダーソンD・アースタッドT・サーモン（なし） | 9                              | 投                             | L・ヘルナンデス                | 右                             | L・ヘルナンデスB・サンティアゴJ・スノーJ・ケントD・ベルR・オーリリアB・ボンズK・ロフトンR・サンダース（なし） |
| 先発投手               | 先発投手               | 先発投手               | 投球                   | R・オルティズB・モリーナS・スピージオA・ケネディT・グロースD・エクスタインG・アンダーソンD・アースタッドT・サーモン（なし） | 先発投手                       | 先発投手                       | 先発投手                       | 投球                           | L・ヘルナンデスB・サンティアゴJ・スノーJ・ケントD・ベルR・オーリリアB・ボンズK・ロフトンR・サンダース（なし） |
| R・オルティズ          | R・オルティズ          | R・オルティズ          | 右                     | R・オルティズB・モリーナS・スピージオA・ケネディT・グロースD・エクスタインG・アンダーソンD・アースタッドT・サーモン（なし） | L・ヘルナンデス                | L・ヘルナンデス                | L・ヘルナンデス                | 右                             | L・ヘルナンデスB・サンティアゴJ・スノーJ・ケントD・ベルR・オーリリアB・ボンズK・ロフトンR・サンダース（なし） |

### 第4戦 10月23日
- パシフィック・ベル・パーク（カリフォルニア州サンフランシスコ）

|                                | 1 | 2 | 3 | 4 | 5 | 6 | 7 | 8 | 9 | R | H  | E |
| ------------------------------ | - | - | - | - | - | - | - | - | - | - | -- | - |
| アナハイム・エンゼルス         | 0 | 1 | 2 | 0 | 0 | 0 | 0 | 0 | 0 | 3 | 10 | 1 |
| サンフランシスコ・ジャイアンツ | 0 | 0 | 0 | 0 | 3 | 0 | 0 | 1 | X | 4 | 12 | 1 |

1. 勝利：ティム・ウォーレル（1勝）
2. セーブ：ロブ・ネン（2S）
3. 敗戦：フランシスコ・ロドリゲス（1勝1敗）
4. 本塁打
ANA：トロイ・グロース3号2ラン
5. 審判
［球審］マイク・ウィンタース
［塁審］一塁: マイク・ライリー、二塁: ティム・マクレランド、三塁: ジェリー・クロフォード
［外審］左翼: エンジェル・ヘルナンデス、右翼: ティム・チダ
6. 試合開始時刻: 太平洋夏時間（UTC-7）午後5時39分  試合時間: 3時間2分  観客: 4万2703人  気温: 56°F（13.3°C）
詳細: MLB.com Gameday / ESPN.com / Baseball-Reference.com / Fangraphs

| アナハイム・エンゼルス | アナハイム・エンゼルス | アナハイム・エンゼルス | アナハイム・エンゼルス | アナハイム・エンゼルス                                                                                                | サンフランシスコ・ジャイアンツ | サンフランシスコ・ジャイアンツ | サンフランシスコ・ジャイアンツ | サンフランシスコ・ジャイアンツ | サンフランシスコ・ジャイアンツ                                                                            |
| ---------------------- | ---------------------- | ---------------------- | ---------------------- | --- | ------------------------------ | ------------------------------ | ------------------------------ | ------------------------------ | --- |
| 打順                   | 守備                   | 選手                   | 打席                   | J・ラッキーB・モリーナS・スピージオB・ギルT・グロースD・エクスタインG・アンダーソンD・アースタッドT・サーモン（なし） | 打順                           | 守備                           | 選手                           | 打席                           | K・ルーターB・サンティアゴJ・スノーJ・ケントD・ベルR・オーリリアB・ボンズK・ロフトンR・サンダース（なし） |
| 1                      | 遊                     | D・エクスタイン        | 右                     | J・ラッキーB・モリーナS・スピージオB・ギルT・グロースD・エクスタインG・アンダーソンD・アースタッドT・サーモン（なし） | 1                              | 中                             | K・ロフトン                    | 左                             | K・ルーターB・サンティアゴJ・スノーJ・ケントD・ベルR・オーリリアB・ボンズK・ロフトンR・サンダース（なし） |
| 2                      | 中                     | D・アースタッド        | 左                     | J・ラッキーB・モリーナS・スピージオB・ギルT・グロースD・エクスタインG・アンダーソンD・アースタッドT・サーモン（なし） | 2                              | 遊                             | R・オーリリア                  | 右                             | K・ルーターB・サンティアゴJ・スノーJ・ケントD・ベルR・オーリリアB・ボンズK・ロフトンR・サンダース（なし） |
| 3                      | 右                     | T・サーモン            | 右                     | J・ラッキーB・モリーナS・スピージオB・ギルT・グロースD・エクスタインG・アンダーソンD・アースタッドT・サーモン（なし） | 3                              | 二                             | J・ケント                      | 右                             | K・ルーターB・サンティアゴJ・スノーJ・ケントD・ベルR・オーリリアB・ボンズK・ロフトンR・サンダース（なし） |
| 4                      | 左                     | G・アンダーソン        | 左                     | J・ラッキーB・モリーナS・スピージオB・ギルT・グロースD・エクスタインG・アンダーソンD・アースタッドT・サーモン（なし） | 4                              | 左                             | B・ボンズ                      | 左                             | K・ルーターB・サンティアゴJ・スノーJ・ケントD・ベルR・オーリリアB・ボンズK・ロフトンR・サンダース（なし） |
| 5                      | 三                     | T・グロース            | 右                     | J・ラッキーB・モリーナS・スピージオB・ギルT・グロースD・エクスタインG・アンダーソンD・アースタッドT・サーモン（なし） | 5                              | 捕                             | B・サンティアゴ                | 右                             | K・ルーターB・サンティアゴJ・スノーJ・ケントD・ベルR・オーリリアB・ボンズK・ロフトンR・サンダース（なし） |
| 6                      | 一                     | S・スピージオ          | 両                     | J・ラッキーB・モリーナS・スピージオB・ギルT・グロースD・エクスタインG・アンダーソンD・アースタッドT・サーモン（なし） | 6                              | 一                             | J・スノー                      | 左                             | K・ルーターB・サンティアゴJ・スノーJ・ケントD・ベルR・オーリリアB・ボンズK・ロフトンR・サンダース（なし） |
| 7                      | 二                     | B・ギル                | 右                     | J・ラッキーB・モリーナS・スピージオB・ギルT・グロースD・エクスタインG・アンダーソンD・アースタッドT・サーモン（なし） | 7                              | 右                             | R・サンダース                  | 右                             | K・ルーターB・サンティアゴJ・スノーJ・ケントD・ベルR・オーリリアB・ボンズK・ロフトンR・サンダース（なし） |
| 8                      | 捕                     | B・モリーナ            | 右                     | J・ラッキーB・モリーナS・スピージオB・ギルT・グロースD・エクスタインG・アンダーソンD・アースタッドT・サーモン（なし） | 8                              | 三                             | D・ベル                        | 右                             | K・ルーターB・サンティアゴJ・スノーJ・ケントD・ベルR・オーリリアB・ボンズK・ロフトンR・サンダース（なし） |
| 9                      | 投                     | J・ラッキー            | 右                     | J・ラッキーB・モリーナS・スピージオB・ギルT・グロースD・エクスタインG・アンダーソンD・アースタッドT・サーモン（なし） | 9                              | 投                             | K・ルーター                    | 左                             | K・ルーターB・サンティアゴJ・スノーJ・ケントD・ベルR・オーリリアB・ボンズK・ロフトンR・サンダース（なし） |
| 先発投手               | 先発投手               | 先発投手               | 投球                   | J・ラッキーB・モリーナS・スピージオB・ギルT・グロースD・エクスタインG・アンダーソンD・アースタッドT・サーモン（なし） | 先発投手                       | 先発投手                       | 先発投手                       | 投球                           | K・ルーターB・サンティアゴJ・スノーJ・ケントD・ベルR・オーリリアB・ボンズK・ロフトンR・サンダース（なし） |
| J・ラッキー            | J・ラッキー            | J・ラッキー            | 右                     | J・ラッキーB・モリーナS・スピージオB・ギルT・グロースD・エクスタインG・アンダーソンD・アースタッドT・サーモン（なし） | K・ルーター                    | K・ルーター                    | K・ルーター                    | 左                             | K・ルーターB・サンティアゴJ・スノーJ・ケントD・ベルR・オーリリアB・ボンズK・ロフトンR・サンダース（なし） |

### 第5戦 10月24日
- パシフィック・ベル・パーク（カリフォルニア州サンフランシスコ）

|                                | 1 | 2 | 3 | 4 | 5 | 6 | 7 | 8 | 9 | R  | H  | E |
| ------------------------------ | - | - | - | - | - | - | - | - | - | -- | -- | - |
| アナハイム・エンゼルス         | 0 | 0 | 0 | 0 | 3 | 1 | 0 | 0 | 0 | 4  | 10 | 2 |
| サンフランシスコ・ジャイアンツ | 3 | 3 | 0 | 0 | 0 | 2 | 4 | 4 | X | 16 | 16 | 0 |

1. 勝利：チャド・ザービー（1勝）
2. 敗戦：ジャロッド・ウォッシュバーン（2敗）
3. 本塁打
SF：ジェフ・ケント2号2ラン・3号2ラン、リッチ・オーリリア2号3ラン
4. 審判
［球審］マイク・ライリー
［塁審］一塁: ティム・マクレランド、二塁: ジェリー・クロフォード、三塁: エンジェル・ヘルナンデス
［外審］左翼: ティム・チダ、右翼: マイク・ウィンタース
5. 試合開始時刻: 太平洋夏時間（UTC-7）午後5時23分  試合時間: 3時間53分  観客: 4万2713人  気温: 58°F（14.4°C）
詳細: MLB.com Gameday / ESPN.com / Baseball-Reference.com / Fangraphs

| アナハイム・エンゼルス | アナハイム・エンゼルス | アナハイム・エンゼルス | アナハイム・エンゼルス | アナハイム・エンゼルス | サンフランシスコ・ジャイアンツ | サンフランシスコ・ジャイアンツ | サンフランシスコ・ジャイアンツ | サンフランシスコ・ジャイアンツ | サンフランシスコ・ジャイアンツ                                                                              |
| ---------------------- | ---------------------- | ---------------------- | ---------------------- | --- | ------------------------------ | ------------------------------ | ------------------------------ | ------------------------------ | --- |
| 打順                   | 守備                   | 選手                   | 打席                   | J・ウォッシュバーンB・モリーナS・スピージオA・ケネディT・グロースD・エクスタインG・アンダーソンD・アースタッドT・サーモン（なし） | 打順                           | 守備                           | 選手                           | 打席                           | J・シュミットB・サンティアゴJ・スノーJ・ケントD・ベルR・オーリリアB・ボンズK・ロフトンR・サンダース（なし） |
| 1                      | 遊                     | D・エクスタイン        | 右                     | J・ウォッシュバーンB・モリーナS・スピージオA・ケネディT・グロースD・エクスタインG・アンダーソンD・アースタッドT・サーモン（なし） | 1                              | 中                             | K・ロフトン                    | 左                             | J・シュミットB・サンティアゴJ・スノーJ・ケントD・ベルR・オーリリアB・ボンズK・ロフトンR・サンダース（なし） |
| 2                      | 中                     | D・アースタッド        | 左                     | J・ウォッシュバーンB・モリーナS・スピージオA・ケネディT・グロースD・エクスタインG・アンダーソンD・アースタッドT・サーモン（なし） | 2                              | 遊                             | R・オーリリア                  | 右                             | J・シュミットB・サンティアゴJ・スノーJ・ケントD・ベルR・オーリリアB・ボンズK・ロフトンR・サンダース（なし） |
| 3                      | 右                     | T・サーモン            | 右                     | J・ウォッシュバーンB・モリーナS・スピージオA・ケネディT・グロースD・エクスタインG・アンダーソンD・アースタッドT・サーモン（なし） | 3                              | 二                             | J・ケント                      | 右                             | J・シュミットB・サンティアゴJ・スノーJ・ケントD・ベルR・オーリリアB・ボンズK・ロフトンR・サンダース（なし） |
| 4                      | 左                     | G・アンダーソン        | 左                     | J・ウォッシュバーンB・モリーナS・スピージオA・ケネディT・グロースD・エクスタインG・アンダーソンD・アースタッドT・サーモン（なし） | 4                              | 左                             | B・ボンズ                      | 左                             | J・シュミットB・サンティアゴJ・スノーJ・ケントD・ベルR・オーリリアB・ボンズK・ロフトンR・サンダース（なし） |
| 5                      | 三                     | T・グロース            | 右                     | J・ウォッシュバーンB・モリーナS・スピージオA・ケネディT・グロースD・エクスタインG・アンダーソンD・アースタッドT・サーモン（なし） | 5                              | 捕                             | B・サンティアゴ                | 右                             | J・シュミットB・サンティアゴJ・スノーJ・ケントD・ベルR・オーリリアB・ボンズK・ロフトンR・サンダース（なし） |
| 6                      | 一                     | S・スピージオ          | 両                     | J・ウォッシュバーンB・モリーナS・スピージオA・ケネディT・グロースD・エクスタインG・アンダーソンD・アースタッドT・サーモン（なし） | 6                              | 右                             | R・サンダース                  | 右                             | J・シュミットB・サンティアゴJ・スノーJ・ケントD・ベルR・オーリリアB・ボンズK・ロフトンR・サンダース（なし） |
| 7                      | 二                     | A・ケネディ            | 左                     | J・ウォッシュバーンB・モリーナS・スピージオA・ケネディT・グロースD・エクスタインG・アンダーソンD・アースタッドT・サーモン（なし） | 7                              | 一                             | J・スノー                      | 左                             | J・シュミットB・サンティアゴJ・スノーJ・ケントD・ベルR・オーリリアB・ボンズK・ロフトンR・サンダース（なし） |
| 8                      | 捕                     | B・モリーナ            | 右                     | J・ウォッシュバーンB・モリーナS・スピージオA・ケネディT・グロースD・エクスタインG・アンダーソンD・アースタッドT・サーモン（なし） | 8                              | 三                             | D・ベル                        | 右                             | J・シュミットB・サンティアゴJ・スノーJ・ケントD・ベルR・オーリリアB・ボンズK・ロフトンR・サンダース（なし） |
| 9                      | 投                     | J・ウォッシュバーン    | 左                     | J・ウォッシュバーンB・モリーナS・スピージオA・ケネディT・グロースD・エクスタインG・アンダーソンD・アースタッドT・サーモン（なし） | 9                              | 投                             | J・シュミット                  | 右                             | J・シュミットB・サンティアゴJ・スノーJ・ケントD・ベルR・オーリリアB・ボンズK・ロフトンR・サンダース（なし） |
| 先発投手               | 先発投手               | 先発投手               | 投球                   | J・ウォッシュバーンB・モリーナS・スピージオA・ケネディT・グロースD・エクスタインG・アンダーソンD・アースタッドT・サーモン（なし） | 先発投手                       | 先発投手                       | 先発投手                       | 投球                           | J・シュミットB・サンティアゴJ・スノーJ・ケントD・ベルR・オーリリアB・ボンズK・ロフトンR・サンダース（なし） |
| J・ウォッシュバーン    | J・ウォッシュバーン    | J・ウォッシュバーン    | 左                     | J・ウォッシュバーンB・モリーナS・スピージオA・ケネディT・グロースD・エクスタインG・アンダーソンD・アースタッドT・サーモン（なし） | J・シュミット                  | J・シュミット                  | J・シュミット                  | 右                             | J・シュミットB・サンティアゴJ・スノーJ・ケントD・ベルR・オーリリアB・ボンズK・ロフトンR・サンダース（なし） |

### 第6戦 10月26日
- エディソン・インターナショナル・フィールド・オブ・アナハイム（カリフォルニア州アナハイム）

|                                | 1 | 2 | 3 | 4 | 5 | 6 | 7 | 8 | 9 | R | H  | E |
| ------------------------------ | - | - | - | - | - | - | - | - | - | - | -- | - |
| サンフランシスコ・ジャイアンツ | 0 | 0 | 0 | 0 | 3 | 1 | 1 | 0 | 0 | 5 | 8  | 1 |
| アナハイム・エンゼルス         | 0 | 0 | 0 | 0 | 0 | 0 | 3 | 3 | X | 6 | 10 | 1 |

1. 勝利：ブレンダン・ドネリー（1勝）
2. セーブ：トロイ・パーシバル（2S）
3. 敗戦：ティム・ウォーレル（1勝1敗）
4. 本塁打
SF：ショーン・ダンストン1号2ラン、バリー・ボンズ4号ソロ
ANA：スコット・スピージオ1号3ラン、ダリン・アースタッド1号ソロ
5. 審判
［球審］ティム・マクレランド
［塁審］一塁: ジェリー・クロフォード、二塁: エンジェル・ヘルナンデス、三塁: ティム・チダ
［外審］左翼: マイク・ウィンタース、右翼: マイク・ライリー
6. 試合開始時刻: 太平洋夏時間（UTC-7）午後4時59分  試合時間: 3時間48分  観客: 4万4506人  気温: 66°F（18.9°C）
詳細: MLB.com Gameday / ESPN.com / Baseball-Reference.com / Fangraphs

| サンフランシスコ・ジャイアンツ | サンフランシスコ・ジャイアンツ | サンフランシスコ・ジャイアンツ | サンフランシスコ・ジャイアンツ | サンフランシスコ・ジャイアンツ                                                                                   | アナハイム・エンゼルス | アナハイム・エンゼルス | アナハイム・エンゼルス | アナハイム・エンゼルス | アナハイム・エンゼルス |
| ------------------------------ | ------------------------------ | ------------------------------ | ------------------------------ | --- | ---------------------- | ---------------------- | ---------------------- | ---------------------- | --- |
| 打順                           | 守備                           | 選手                           | 打席                           | R・オルティスB・サンティアゴJ・スノーJ・ケントD・ベルR・オーリリアB・ボンズK・ロフトンR・サンダースS・ダンストン | 打順                   | 守備                   | 選手                   | 打席                   | K・エイピアーB・モリーナS・スピージオA・ケネディT・グロースD・エクスタインG・アンダーソンD・アースタッドT・サーモンB・フルマー |
| 1                              | 中                             | K・ロフトン                    | 左                             | R・オルティスB・サンティアゴJ・スノーJ・ケントD・ベルR・オーリリアB・ボンズK・ロフトンR・サンダースS・ダンストン | 1                      | 遊                     | D・エクスタイン        | 右                     | K・エイピアーB・モリーナS・スピージオA・ケネディT・グロースD・エクスタインG・アンダーソンD・アースタッドT・サーモンB・フルマー |
| 2                              | 遊                             | R・オーリリア                  | 右                             | R・オルティスB・サンティアゴJ・スノーJ・ケントD・ベルR・オーリリアB・ボンズK・ロフトンR・サンダースS・ダンストン | 2                      | 中                     | D・アースタッド        | 左                     | K・エイピアーB・モリーナS・スピージオA・ケネディT・グロースD・エクスタインG・アンダーソンD・アースタッドT・サーモンB・フルマー |
| 3                              | 二                             | J・ケント                      | 右                             | R・オルティスB・サンティアゴJ・スノーJ・ケントD・ベルR・オーリリアB・ボンズK・ロフトンR・サンダースS・ダンストン | 3                      | 右                     | T・サーモン            | 右                     | K・エイピアーB・モリーナS・スピージオA・ケネディT・グロースD・エクスタインG・アンダーソンD・アースタッドT・サーモンB・フルマー |
| 4                              | 左                             | B・ボンズ                      | 左                             | R・オルティスB・サンティアゴJ・スノーJ・ケントD・ベルR・オーリリアB・ボンズK・ロフトンR・サンダースS・ダンストン | 4                      | 左                     | G・アンダーソン        | 左                     | K・エイピアーB・モリーナS・スピージオA・ケネディT・グロースD・エクスタインG・アンダーソンD・アースタッドT・サーモンB・フルマー |
| 5                              | 捕                             | B・サンティアゴ                | 右                             | R・オルティスB・サンティアゴJ・スノーJ・ケントD・ベルR・オーリリアB・ボンズK・ロフトンR・サンダースS・ダンストン | 5                      | 三                     | T・グロース            | 右                     | K・エイピアーB・モリーナS・スピージオA・ケネディT・グロースD・エクスタインG・アンダーソンD・アースタッドT・サーモンB・フルマー |
| 6                              | 一                             | J・スノー                      | 左                             | R・オルティスB・サンティアゴJ・スノーJ・ケントD・ベルR・オーリリアB・ボンズK・ロフトンR・サンダースS・ダンストン | 6                      | DH                     | B・フルマー            | 左                     | K・エイピアーB・モリーナS・スピージオA・ケネディT・グロースD・エクスタインG・アンダーソンD・アースタッドT・サーモンB・フルマー |
| 7                              | 右                             | R・サンダース                  | 右                             | R・オルティスB・サンティアゴJ・スノーJ・ケントD・ベルR・オーリリアB・ボンズK・ロフトンR・サンダースS・ダンストン | 7                      | 一                     | S・スピージオ          | 両                     | K・エイピアーB・モリーナS・スピージオA・ケネディT・グロースD・エクスタインG・アンダーソンD・アースタッドT・サーモンB・フルマー |
| 8                              | 三                             | D・ベル                        | 右                             | R・オルティスB・サンティアゴJ・スノーJ・ケントD・ベルR・オーリリアB・ボンズK・ロフトンR・サンダースS・ダンストン | 8                      | 捕                     | B・モリーナ            | 右                     | K・エイピアーB・モリーナS・スピージオA・ケネディT・グロースD・エクスタインG・アンダーソンD・アースタッドT・サーモンB・フルマー |
| 9                              | DH                             | S・ダンストン                  | 右                             | R・オルティスB・サンティアゴJ・スノーJ・ケントD・ベルR・オーリリアB・ボンズK・ロフトンR・サンダースS・ダンストン | 9                      | 二                     | A・ケネディ            | 左                     | K・エイピアーB・モリーナS・スピージオA・ケネディT・グロースD・エクスタインG・アンダーソンD・アースタッドT・サーモンB・フルマー |
| 先発投手                       | 先発投手                       | 先発投手                       | 投球                           | R・オルティスB・サンティアゴJ・スノーJ・ケントD・ベルR・オーリリアB・ボンズK・ロフトンR・サンダースS・ダンストン | 先発投手               | 先発投手               | 先発投手               | 投球                   | K・エイピアーB・モリーナS・スピージオA・ケネディT・グロースD・エクスタインG・アンダーソンD・アースタッドT・サーモンB・フルマー |
| R・オルティス                  | R・オルティス                  | R・オルティス                  | 右                             | R・オルティスB・サンティアゴJ・スノーJ・ケントD・ベルR・オーリリアB・ボンズK・ロフトンR・サンダースS・ダンストン | K・エイピアー          | K・エイピアー          | K・エイピアー          | 右                     | K・エイピアーB・モリーナS・スピージオA・ケネディT・グロースD・エクスタインG・アンダーソンD・アースタッドT・サーモンB・フルマー |

### 第7戦 10月27日
- エディソン・インターナショナル・フィールド・オブ・アナハイム（カリフォルニア州アナハイム）

|                                | 1 | 2 | 3 | 4 | 5 | 6 | 7 | 8 | 9 | R | H | E |
| ------------------------------ | - | - | - | - | - | - | - | - | - | - | - | - |
| サンフランシスコ・ジャイアンツ | 0 | 1 | 0 | 0 | 0 | 0 | 0 | 0 | 0 | 1 | 6 | 0 |
| アナハイム・エンゼルス         | 0 | 1 | 3 | 0 | 0 | 0 | 0 | 0 | X | 4 | 5 | 0 |

1. 勝利：ジョン・ラッキー（2勝）
2. セーブ：トロイ・パーシバル（3S）
3. 敗戦：リバン・ヘルナンデス（2敗）
4. 審判
［球審］ジェリー・クロフォード
［塁審］一塁: エンジェル・ヘルナンデス、二塁: ティム・チダ、三塁: マイク・ウィンタース
［外審］左翼: マイク・ライリー、右翼: ティム・マクレランド
5. 試合開始時刻: 太平洋標準時（UTC-8）午後5時3分  試合時間: 3時間16分  観客: 4万4598人  気温: 63°F（17.2°C）
詳細: MLB.com Gameday / ESPN.com / Baseball-Reference.com / Fangraphs

| サンフランシスコ・ジャイアンツ | サンフランシスコ・ジャイアンツ | サンフランシスコ・ジャイアンツ | サンフランシスコ・ジャイアンツ | サンフランシスコ・ジャイアンツ                                                                                   | アナハイム・エンゼルス | アナハイム・エンゼルス | アナハイム・エンゼルス | アナハイム・エンゼルス | アナハイム・エンゼルス |
| ------------------------------ | ------------------------------ | ------------------------------ | ------------------------------ | --- | ---------------------- | ---------------------- | ---------------------- | ---------------------- | --- |
| 打順                           | 守備                           | 選手                           | 打席                           | L・ヘルナンデスB・サンティアゴJ・スノーJ・ケントD・ベルR・オーリリアB・ボンズK・ロフトンR・サンダースP・フェリス | 打順                   | 守備                   | 選手                   | 打席                   | J・ラッキーB・モリーナS・スピージオA・ケネディT・グロースD・エクスタインG・アンダーソンD・アースタッドT・サーモンB・フルマー |
| 1                              | 中                             | K・ロフトン                    | 左                             | L・ヘルナンデスB・サンティアゴJ・スノーJ・ケントD・ベルR・オーリリアB・ボンズK・ロフトンR・サンダースP・フェリス | 1                      | 遊                     | D・エクスタイン        | 右                     | J・ラッキーB・モリーナS・スピージオA・ケネディT・グロースD・エクスタインG・アンダーソンD・アースタッドT・サーモンB・フルマー |
| 2                              | 遊                             | R・オーリリア                  | 右                             | L・ヘルナンデスB・サンティアゴJ・スノーJ・ケントD・ベルR・オーリリアB・ボンズK・ロフトンR・サンダースP・フェリス | 2                      | 中                     | D・アースタッド        | 左                     | J・ラッキーB・モリーナS・スピージオA・ケネディT・グロースD・エクスタインG・アンダーソンD・アースタッドT・サーモンB・フルマー |
| 3                              | 二                             | J・ケント                      | 右                             | L・ヘルナンデスB・サンティアゴJ・スノーJ・ケントD・ベルR・オーリリアB・ボンズK・ロフトンR・サンダースP・フェリス | 3                      | 右                     | T・サーモン            | 右                     | J・ラッキーB・モリーナS・スピージオA・ケネディT・グロースD・エクスタインG・アンダーソンD・アースタッドT・サーモンB・フルマー |
| 4                              | 左                             | B・ボンズ                      | 左                             | L・ヘルナンデスB・サンティアゴJ・スノーJ・ケントD・ベルR・オーリリアB・ボンズK・ロフトンR・サンダースP・フェリス | 4                      | 左                     | G・アンダーソン        | 左                     | J・ラッキーB・モリーナS・スピージオA・ケネディT・グロースD・エクスタインG・アンダーソンD・アースタッドT・サーモンB・フルマー |
| 5                              | 捕                             | B・サンティアゴ                | 右                             | L・ヘルナンデスB・サンティアゴJ・スノーJ・ケントD・ベルR・オーリリアB・ボンズK・ロフトンR・サンダースP・フェリス | 5                      | 三                     | T・グロース            | 右                     | J・ラッキーB・モリーナS・スピージオA・ケネディT・グロースD・エクスタインG・アンダーソンD・アースタッドT・サーモンB・フルマー |
| 6                              | 一                             | J・スノー                      | 左                             | L・ヘルナンデスB・サンティアゴJ・スノーJ・ケントD・ベルR・オーリリアB・ボンズK・ロフトンR・サンダースP・フェリス | 6                      | DH                     | B・フルマー            | 左                     | J・ラッキーB・モリーナS・スピージオA・ケネディT・グロースD・エクスタインG・アンダーソンD・アースタッドT・サーモンB・フルマー |
| 7                              | 右                             | R・サンダース                  | 右                             | L・ヘルナンデスB・サンティアゴJ・スノーJ・ケントD・ベルR・オーリリアB・ボンズK・ロフトンR・サンダースP・フェリス | 7                      | 一                     | S・スピージオ          | 両                     | J・ラッキーB・モリーナS・スピージオA・ケネディT・グロースD・エクスタインG・アンダーソンD・アースタッドT・サーモンB・フルマー |
| 8                              | 三                             | D・ベル                        | 右                             | L・ヘルナンデスB・サンティアゴJ・スノーJ・ケントD・ベルR・オーリリアB・ボンズK・ロフトンR・サンダースP・フェリス | 8                      | 捕                     | B・モリーナ            | 右                     | J・ラッキーB・モリーナS・スピージオA・ケネディT・グロースD・エクスタインG・アンダーソンD・アースタッドT・サーモンB・フルマー |
| 9                              | DH                             | P・フェリス                    | 右                             | L・ヘルナンデスB・サンティアゴJ・スノーJ・ケントD・ベルR・オーリリアB・ボンズK・ロフトンR・サンダースP・フェリス | 9                      | 二                     | A・ケネディ            | 左                     | J・ラッキーB・モリーナS・スピージオA・ケネディT・グロースD・エクスタインG・アンダーソンD・アースタッドT・サーモンB・フルマー |
| 先発投手                       | 先発投手                       | 先発投手                       | 投球                           | L・ヘルナンデスB・サンティアゴJ・スノーJ・ケントD・ベルR・オーリリアB・ボンズK・ロフトンR・サンダースP・フェリス | 先発投手               | 先発投手               | 先発投手               | 投球                   | J・ラッキーB・モリーナS・スピージオA・ケネディT・グロースD・エクスタインG・アンダーソンD・アースタッドT・サーモンB・フルマー |
| L・ヘルナンデス                | L・ヘルナンデス                | L・ヘルナンデス                | 右                             | L・ヘルナンデスB・サンティアゴJ・スノーJ・ケントD・ベルR・オーリリアB・ボンズK・ロフトンR・サンダースP・フェリス | J・ラッキー            | J・ラッキー            | J・ラッキー            | 右                     | J・ラッキーB・モリーナS・スピージオA・ケネディT・グロースD・エクスタインG・アンダーソンD・アースタッドT・サーモンB・フルマー |